# Cementerio de Champs-Bruley
El cementerio de Champs-Bruley es el cementerio protestante Luteranos situado en la ciudad de Besanzón, Francia. Inaugurado en 1793 y aún activo, es el emplazamiento más antiguo de este tipo gestionado por la ciudad. Ejecutado para todos los habitantes, es rápidamente rechazado por una sociedad predominantemente católica, especialmente por su topografía, aislamiento y ausencia de iglesia ; se le delegará a la comunidad luterana que renace después de la Revolución, de facto y oficialmente en 1824. El cementerio se convirtió en el espacio de los entierros parroquiales por obligación hasta que la neutralidad se aplicara en 1881, muchos creyentes están enterrados por la tradición durante los siglos XIX y XX. Es durante este tiempo cuando apareció la diversidad, que da un aspecto profano de Champs Bruley.